# Ol'ga Aleksandrovna Girja
Ol'ga Aleksandrovna Girja, conosciuta anche come Olga Girya nella trascrizione anglosassone (in russo Ольга Александровна Гиря?; Langepas, 4 giugno 1991), è una scacchista russa, grande maestro.
Ha vinto la medaglia d'oro a squadre alle Olimpiadi degli scacchi nel 2014 ed è stata campionessa russa femminile nel 2019.

## Biografia
Ottiene un secondo e un terzo posto ai mondiali giovanili e un secondo posto agli europei giovanili tra il 2007 e il 2008. Nel 2009 vince i mondiali giovanili di Adalia, in Turchia nella categoria under 18 femminile con il punteggio di 8,5 su 11. Nello stesso anno ottiene il titolo di grande maestro femminile.

## Carriera
Nel 2010 in agosto si piazza al secondo posto, a mezzo punto dalla vincitrice Anna Muzyčuk, al mondiale juniores femminile di Chotowa, in Polonia, totalizzando il punteggio di 10,5 su 13.
Nel 2014 vince la medaglia d'oro alle Olimpiadi di Tromsø nella squadra russa femminile, giocando in quarta scacchiera. Il suo risultato individuale è di 5 punti su 8.
Nel 2019 in agosto va agli spareggi rapid del campionato russo femminile di Votkinsk-Iževsk con Natal'ja Pogonina, dopo che entrambe avevano totalizzato il punteggio di 8 su 11 nel girone all'italiana a 12 partecipanti. Si laurea campionessa vincendo entrambe le partite del mini-match. L'anno precedente si era disputato lo stesso match di spareggio, ma quella volta aveva vinto la Pogonina.
Nel luglio 2021 partecipa alla prima edizione della Coppa del mondo femminile: entrata nella competizione direttamente al secondo turno in quanto testa di serie, viene eliminata dal grande maestro femminile russo Leya Garifullina per 0,5 a 1,5.